# Кошиці (хокейний клуб)
ХК «Кошиці» (словац. HC Košice) — хокейний клуб з м. Кошиці, Словаччина. Заснований 1962 року. Виступає у Словацькій Екстралізі.
Чемпіон Чехословаччини (1986, 1988). Чемпіон Словаччини (1995, 1996, 1999, 2009, 2010, 2011, 2014, 2015, 2023, 2025), срібний призер (1994, 1997, 1998, 2003, 2008), бронзовий призер (2002, 2007). Володар Континентального кубку (1997).
Домашні ігри команда проводить у «Стіл Арені» (8340). Офіційні кольори клубу синій і помаранчевий.

## Найсильніші гравці різних років
Найсильніші гравці різних років:
- воротарі: Їржі Голечек, П. Світана, П. Сварний;
- захисники: Ф. Грегор, М. Грегор, В. Шандрик. Ю. Бакош, Петер Сланіна, М. Божик, Єргуш Бача, Томаш Клоучек;
- нападаники: Ф. Колларт, Я. Файт, Я. Штербак, К. Чапек, Б. Брунцлик, В. Лукач, І. Ліба, В. Світек, С. Янчушка, Я. Воділа, М. Сташ.